# مارکو اونوراتو
مارکو اونوراتو (ایتالیایی: Marco Onorato؛ ‏ ۱۸ مهٔ ۱۹۵۳ – ۲ ژوئن ۲۰۱۲) فیلم‌بردار اهل ایتالیا بود.
از فیلم‌هایی که وی در آن‌ها نقش داشته‌است، می‌توان به اولین عشق، گومورا و واقعیت اشاره نمود.